# Hoya scortechinii
Hoya scortechinii är en oleanderväxtart som beskrevs av George King och Gamble. Hoya scortechinii ingår i släktet Hoya och familjen oleanderväxter. Inga underarter finns listade i Catalogue of Life.